# Al-An'am
Al-An'am (Em árabe: سورة الأنعام) ("O Gado") é a sexta sura do Alcorão, com 165 ayats. Trata-se de uma Makkan Sura. Os seus principais temas são Tawhid, ressurreição, o paraíso e o inferno.
A sura conta a história do profeta Abraão, (Sura 6: 74-80) que, usando sua própria razão, deixou de cultuar os corpos celestes e se voltou para Deus, e então recebeu a revelação.